# Дарий II
Да́рий II (др.-перс. Dārayavauš [Дараявауш] «Добронравный») — персидский царь из династии Ахеменидов, правивший в 423—404 годах до н. э.

## Биография

### Ранние годы
Дарий был сыном Артаксеркса I от вавилонской наложницы Космартидены (отсюда его греческое прозвище Нот (др.-греч. Νόθος) — «Незаконнорождённый», хотя этот эпитет появился довольно поздно и впервые упоминается у Павсания).
До вступления на престол он был сатрапом Гиркании и носил, согласно классическим греческим источникам, имя Ох (др.-греч. Ωχος; др.-перс. *Vauka или *Va(h)uš; аккад. Ú-ma-kušor Ú-ma-su).
По словам Ктесия (источника довольно ненадёжного), Дарий II Ох взошёл на трон после коротких царствований двух своих братьев, Ксеркса II и Секудиана. При поддержке группы влиятельных лиц он захватил власть и казнил Секудиана. Однако в датировочных формулах вавилонских деловых документов эти цари не упоминаются, и создаётся впечатление, что Ох непосредственно наследовал Артаксерксу I. Вступив на престол, Ох принял тронное имя Дарий. Наиболее ранняя дата, датирующая правление Дария и известная нам — это 13 февраля 423 года до н. э.

### Борьба за престол
Сильным влиянием на царя пользовались три евнуха Артоксар, Артибарзан и Афос, но настоящей хозяйкой положения была жена и сестра Дария царица Парисатида, выданная отцом за него ещё когда он был сатрапом Гиркании. Царь слушался её беспрекословно.
Став царём, Дарий был вынужден вести борьбу со своим родным братом Арситом, также претендовавшим на престол. Его притязания поддержал Артифий, сын Мегабиза. Дарий послал против него своего полководца Артасира, но тот был разгромлен в двух проишедших сражениях. Тогда Артасир подкупил греческих наёмников Артифия и выиграл третье сражение. Артифий, которому Арсит не успел прийти на помощь, был вынужден сдаться, надеясь на милость царя. Царь хотел казнить его сразу, но по совету Парисатиды отложил наказание. Таким притворным благодушием он дал понять брату Арситу, что тот также может быть прощён, и тот сдался царю. По приказу Парисатиды оба мятежника были брошены в яму, наполненную горячим пеплом, и скончались в муках. Ктесий отмечает, что Дарий не желал смерти брата, но Парисатиде, частично путём убеждения, а отчасти по принуждению, удалось добиться своего. Утвердившись на престоле, Дарий мог претендовать на роль законного мстителя за смерть Ксеркса II. Фарнак, который был соучастником Секудиана в убийстве Ксеркса, был до смерти забит камнями, а Меностан, находясь под стражей и ожидая казни, покончил жизнь самоубийством.
Евнух Артоксар, в своё время возложивший тиару на Дария и имевший большое влияние на царя, устроил заговор против него, намереваясь взойти на царство. По закону евнухи не могли претендовать на высшую власть, поэтому Артоксар приказал жене сделать фальшивую бороду и усы, чтобы он мог походить на обыкновенного человека и выступить в этом качестве, но по её доносу он был схвачен, доставлен к Парисатиде и предан смерти.
Гораздо более серьёзным по своим последствиям был заговор Теритевхма, который получил сатрапию своего отца Гидарна — Гирканию, женившись на дочери царя Амистре. Арсак, старший сын царя, позже принявший имя Артаксеркс II, в свою очередь, женился на дочери Гидарна Статире. У Теритевхма со стороны отца была сестра Роксана, необычайной красоты, отличавшаяся в стрельбе из лука и метании копья. Воспылав к ней страстью, Теритевхм вступил с ней в связь, возненавидев Амистру. Так как с такой высокородной женой развестись было нельзя, он задумал поднять мятеж против царя. К восстанию он привлёк 300 знатных воинов, и, чтобы скрепить союз кровью, они решили засунуть Амистру в мешок и сообща проткнуть её мечами. Дарию стало известно о готовящемся мятеже, и он с помощью больших подарков убедил некого Одиаста, имевшего на Теритевхма сильное влияние, спасти его дочь и убить мятежника. Теритевхм мужественно сражался, убив множество; говорят, от его руки погибло до тридцати семи человек. Амистра таким образом была спасена.
Ужасной была месть царицы Парисатиды за попытку покуситься на жизнь её дочери. Были схвачены мать Теритевхма, двое его братьев — Метрост и Гелик и две сестры; все они были похоронены заживо. Что касается Роксаны, то она живьём была разрезана на куски. Однако сын Теритевхма каким-то образом избежал наказания, а сын Одиаста Митридат, бывший оруженосцем Теритевхма и отсутствоваший во время восстания, захватил город Зарис и отдал сыну Теритевхма. Дарий требовал казни и Статиры, но Арсак вымолил прощение для неё у матери Парисатиды, однако Дарий сказал Парисатиде, что она однажды будет сильно сожалеть о своём решении.

### Деятельность Тиссаферна
Около 413 года до н. э. против Дария восстал сатрап Лидии Писсуфн, который опирался на греческих наёмников под командованием афинянина Ликона. Подавление восстания было возложено на Тиссаферна. Тиссаферн был крупным государственным деятелем и выдающимся дипломатом, хотя и не всегда разборчивым в средствах достижения своей цели. Несмотря на то, что его брат Теритевхм замыслил заговор, чтобы свергнуть Дария, и был за это казнён вместе с большинством своих родственников, Тиссаферну удалось сохранить своё влияние. Получив приказ подавить мятеж Писсуфна, Тиссаферн подкупил его греческих наёмников, предательским образом захватил мятежного сатрапа и казнил его. В награду Тиссаферн получил Лидийскую сатрапию, Карию и ионийские города. В свою очередь Тиссаферн пожаловал обширные поместья командиру греческих наёмников Ликону.
В 413 году до н. э., во время Пелопоннесской войны, Афины потерпели сокрушительное поражение в Сицилии от сиракузян и их сицилийских и пелопоннесских союзников. Потери в людях и кораблях были столь велики, что их невозможно было восстановить в ближайшее время. К тому же спартанцы прочно засели в Дакелее (местечко в 20 км к северу от Афин) и наносили оттуда постоянные удары, разоряя Аттику и непосредственно грозя самим Афинам. Важнейшие союзники Афин — города Эвбеи, Лесбоса и Хиоса — завязали тайные отношения с пелопонесцами. Чтобы поддержать сепаратистов, Спарта нуждалась в большом флоте, но строительство его требовало огромных денег, которых у спартанцев не было. В этих условиях наметилось сближение Спарты с Персией. Спарта получила необходимые ей субсидии, но зато признала власть персидского царя над всей Малой Азией, включая прибрежные греческие города. Персия обрела возможность с помощью Спарты свести счёты со своим старым противником — Афинами.
Когда в Карии поднял восстание незаконный сын Писсуфна Аморг, которого поддерживали афиняне, Тиссаферн заключил союз со Спартой. Союзники захватили город Яс в Карии, где спартанцы взяли в плен Аморга и передали его Тиссаферну. Во время этих событий энергичную поддержку Тиссаферну оказал подвластный персам ликийский царь Керем, давний враг афинян. Но Тиссаферн, желая при помощи Спарты разгромить Афины, в то же время не хотел чрезмерного усиления Спарты. Поэтому он часто не выполнял союзнических обязательств в отношении лакедемонян и, натравливая эти два греческих государства друг на друга, стремился во взаимных распрях добиться ослабления, как Афин, так и Спарты.
В октябре 411 года до н. э. произошло морское сражение между пелопоннесцами и афинянами при Абидосе. Талантливый афинский полководец Алкивиад, находившийся на службе у Тиссаферна после того, как ему пришлось бежать от афинян в 415 году до н. э. из-за обвинения в кощунстве, вновь перешёл на сторону Афин вместе с кораблями, находившимися в его распоряжении. Пелопоннесцы потерпели поражение. Персы не смогли помочь своим союзникам и приняли только участие в спасении спартанцев с тонущих кораблей. Затем афиняне захватили у персов город Сест на Херсонесе. А в 409 году до н. э. афинский флот под руководством Алкивиада одержал большую победу в Кизикской гавани над спартанским флотом и кораблями сатрапа Геллеспонтской Фригии Фарнабаза и вынудили последнего бежать. После этого афиняне захватили город Кизик и, завладев Геллеспонтом, стали успешно наступать на персидское и пелопоннесское войско. К этому времени положение персов стало трудным, так как мидийцы подняли восстание против Дария и ему пришлось перебросить свои основные силы на усмирение мятежников.
Алкивиад окружил Халкедон, который расторг союз с Афинами. Попытки прорвать осаду окончились неудачей и Фарнабаз в 408 году до н. э. заключил в Кизике с Афинами следующее соглашение: он обязуется уплатить афинянам определённую сумму денег, Халкедон должен вернуться под власть афинян, а последние в свою очередь обязались не грабить владение Фарнабаза. Затем Алкивиад осадил Византий, также расторгший союз с Афинами. Город остался без продовольствия и, несмотря на наличие в нём пелопоннесского гарнизона, был сдан жителями. Алкивиад был восстановлен в гражданских правах, награждён золотым венком и назначен единоличным командующим на суше и на море.

### Деятельность Кира Младшего
Но, к несчастью для Афин, в персидской политике наступил перелом. Дарий решил покончить с балансированием между Афинами и Спартой и оказать решительную поддержку лакедемонянам.
Тиссаферн, успешно направляющий эти два государства друг на друга в течение долгого времени, теперь был отрешён от должности наместника Лидии и ряда других провинций и сумел сохранить за собой лишь Карию. В 408 году до н. э. Парисатиде, жене и сводной сестре Дария, которая достигла могущественного положения при дворе, удалось добиться назначения своего сына Кира Младшего наместником нескольких малоазиатских сатрапий — Лидии, Фригии и Каппадокии. Кроме того наместник получил должность верховного командующего всеми персидскими войсками в Малой Азии. Кир Младший был энергичным правителем и способным полководцем. В своих сношениях с другими государствами он действовал вполне суверенно и античные авторы называли его царём. Прибыв в Малую Азию, он усмирил мятежных мисийцев и писидийцев, обитающих между Лидией и Киликией, и назначил к ним угодного ему наместника.
Кир стал проводить дружественную Спарте политику и даже выдал новому спартанскому полководцу, наварху (начальнику флота) Лисандру 10 тысяч дариков на содержание пелопоннесского флота. После смещения Тиссаферна с должности лидийского сатрапа ионийские города всё ещё оставались под его властью. Но вскоре они, кроме Милета, были захвачены Лисандром и переданы Киру. Но затем Лисандр стал грабить области Фарнабаза, за что был смещён эфорами с должности наварха.

### Поражение Афин
В конце 407 года до н. э.. во главе эскадры из 100 триер Алкивиад отплыл из Афин для покорения Ионии. Весной 406 года до н. э. спартанцы, воспользовавшись временным отсутствием Алкивиада, нанесли афинскому войску частичное поражение. Размер нанесённого афинянам урона были незначительны, но переменчивый в своих настроениях афинский народ заочно осудил Алкивиада и последний бежал во Фригию к Фарнабазу.
Оставшийся без умелого полководца, афинский флот был разбит и блокирован в гавани Митилены на Лесбосе. В Афинах были обращены в деньги все драгоценные посвящения, хранившиеся в храмах на Акрополе; на эти деньги был оснащён новый флот в 110 триер, на которые за нехваткой граждан посадили также метеков и освобождённых рабов. В 406 года до н. э. афиняне в ходе ожесточённого сражения при Аргинусских островах, близ Лесбоса нанесли поражение пелопоннесскому флоту. Из 140 спартанских кораблей было потоплено 70. В бою пал и новый наварх пелопоннесского флота Калликратид. Победа была решительная, однако истерически настроенная афинская масса обвинила стратегов в том, что они после битвы не подобрали моряков с собственных повреждённых и тонувших кораблей. Хотя обвиняемые ссылались, в своё оправдание, на разыгравшийся шторм, всех явившихся на суд в Афины стратегов приговорили к смертной казни.
Лисандр был снова привлечён к командованию. Хотя он и не был назначен навархом, но фактически командование кораблями перешло в его руки. Афинские стратеги заняли не слишком удачную позицию на берегу Херсонеса Фракийского у устья реки Эгоспотамы (зима 405 года до н. э.) Лисандр дождался удобного момента и напал на афинян, когда они того не ожидали. Афинские корабли стояли у берега без экипажа, и спартанцы без труда овладели 170 из общего количества 180 кораблей. 3000 афинян, которые попали в плен, были преданы казни.
Поражение при Эгоспотамах были для афинян катастрофой. У них уже не было никакой возможности восполнить потери. Осенью 405 года до н. э. Лисандр со 150 кораблями появился под Афинами. Одновременно к городу с двух сторон подошли спартанские сухопутные войска. Весной 404 года до н. э. положение осаждённых стало невыносимым и Афины были вынуждены заключить мир на крайне тяжёлых для себя условиях. В том же 404 году до н. э. Лисандр послал письмо к Фарнабазу с просьбой умертвить Алкивиада, что тот и выполнил.

### Характеристика правления Дария
Для периода правления Дария были характерны: дальнейшее ослабление центральной власти, дворцовые интриги и заговоры, усиление влияния придворной знати. Вдобавок к этому с конца V века до н. э. сатрапы Малой Азии постоянно вели между собой войны, которым ахеменидские цари не придавали значения и в которые они обычно не вмешивались. Отдельные сатрапы часто восставали против центральной власти и, опираясь на помощь греческих наёмников, стремились добиться полной независимости. К тому же не прекращались восстания покорённых народов. Эти восстания были обусловлены тем, что персидская администрация при поздних Ахеменидах обрекала население покорённых стран на разорение. Правители теперь не стремились найти опору для своей власти в завоёванных странах и надеялись устранить все трудности с помощью силы и подкупа золотом. Между 410—408 годами до н. э. произошли восстания в Малой Азии и Мидии (410/409 г. до н. э.), которые лишь с трудом удалось подавить. Около 405 года до н. э. началось восстание в Египте под руководством Амиртея.
Клинописные источники от правления Дария II скудны; все его надписи относятся к строительной деятельности. Он строил в основном в Сузах.
Дарий II умер в марте 404 года до н. э. после 19 лет правления. По словам Ктесия, это случилось в Вавилоне и умер он от болезни. Ему приписывается одна из трех гробниц в Накше-Рустам. Он был последним из Ахеменидской династии похороненный там.

### Семья
- Парисатида (др.-перс. Parušyātiš [Парушиятиш], дословно «(доставляющая) много блаженства»). Она была сестрой Дария от одного отца, но разных матерей. От неё у Дария, по словам Ктесия, было тринадцать детей, но многие умерли в детстве[2].
  - Амистра, дочь
  - Арсак (впоследствии известен как Артаксеркс II)
  - Кир Младший
  - Артостен
  - Оксендр

Причём два первых ребёнка родились ещё когда Дарий был сатрапом Гиркании, а последующие, начиная с Кира — когда он уже стал царём. Кир был любимым сыном матери.
| Ахемениды                |                                                        |                         |
| Предшественник: Секудиан | персидский царь ок. 423 — 404 до н. э. (правил 19 лет) | Преемник: Артаксеркс II |
| Предшественник: Секудиан | фараон Египта ок. 423 — 405 до н. э.                   | Преемник: Амиртей       |

## В астрономии
В честь жены Дария II Парисатиды назван астероид (888) Парисатида, открытый в 1918 году.